# مقبل هنرپژوه
مُقبـِل هنرپژوه (۱۳۶۲–۱۳۸۶) کوهنورد جوان بوکانی بود که در آخرین سفرش به هیمالیا سرپرستی تیم ملی کوهنوردی ایران را در صعود به قله برود پیک بر عهده داشت.

## زندگی‌نامه
مقبل در سال ۱۳۶۲ متولد شده و از سال ۱۳۷۷ ورزش کوهنوردی را آغاز کرد و به زودی توانست قله‌های ترقی را طی کند. در سال ۱۳۷۹ به عضویت تیم ملی درآمد و وی رکورد دار جوانترین صعودکننده به کوه لهوتسه چهارمین قله رفیع جهان به ارتفاع هشت هزار و ۴۱۶ متری در سن ۱۹ سالگی بود.
وی در سال ۱۳۸۲ و در قله گاشربروم ۱ در حالی که هم طناب محمد اوراز بود در اثر سقوط بهمن حدود ۶۰۰ متر سقوط کرد اما زنده ماند ولی به دلیل صدمات وارده تا مدتی از رفتن به کوهستان محروم بود.

## سرپرستی تیم ملی جوانان ایران در صعود به آرارات
در سال ۱۳۸۳ تیم ملی جوانان را با پانزده عضو در صعودی موفق به قلهٔ آرارات در کشور ترکیه سرپرستی کرد و این آخرین صعود وی در خارج از کشور تا سال ۱۳۸۶ بود.

## در گذشت
در پاییز ۱۳۸۶ و در حالی که در ارتفاعات کوه برده زرد بوکان در حال کوهنوردی و آموزش بود که به فاصله حدود ۸ متر سقوط کرده به اغماء رفت و چند روز بعد در بیمارستان عارفیان ارومیه درگذشت. پیکر وی را در بلندای کوه برده زرد، نزدیک قله کوه، به خاک سپردند.